# スギドクガ
スギドクガ（学名:Calliteara argentata ）は、チョウ目ドクガ科に属するガの一種である。北海道、本州、四国、九州、対馬、屋久島に分布する。

## 形態
灰色っぽい地味な姿のガである。ドクガ科だが、卵、幼虫、繭、成虫ともに毒針毛を持たない。

## 食草
スギ、ヒノキ、サワラなどの針葉樹を食草とする。